# Ure
Ure er en flod i North Yorkshire i England. Den har sit udspring i Penninerne, løber gennem nationalparken Yorkshire Dales, og går over i Ouse nær Boroughbridge, mellem Ripon og York. Blandt bifloderne er man Swale og Skell. Floden løber blandt andet gennem Wensleydale, som tidligere hed Yoredale.
Overgangen til Ouse bliver nogen gange regnet som starten på en ny flod, med Ure som en biflod, men oftest regnes det som et navneskifte på samme flod.
Navnet kommer muligvis fra et norrønt ord for "frugtbar jord". En anden mulighed er, at det kommer fra Jor, senere Yore, som muligvis er afledt fra keltisk isura, "hellig".

## Løb
Det første sted af betydning, som floden passerer, er nationalparkcentret ved Hawes. Nogen kilometre længere mod øst løber den gennem Aysgarth Falls, en serie af tre vandfald. Den passerer så Middleham Castle og ruinene af Jervaulx Abbey. Floden løber herefter gennem landsbyen Masham og forbi Marmion Tower i West Tanfield og Norton Conyers.
Ure løber så gennem Ripon og forbi Newby Hall og fortidsmindet Devil's Arrows. Vest for Boroughbridge er A1 ført på en bro over floden. Øst for byen løber Swale ind i Ure, og omkring 10 km længere nede, ved Cuddy Shaw Reach nær Linton-on-Ouse, skifter den navn til Ouse.

## Eksterne links
- Wikimedia Commons har flere filer relateret til Ure

54°02′04″N 1°16′30″V / 54.03444°N 1.27500°V